# AT&T Midtown Center
AT&T Midtown Center (známý též jako BellSouth Building) je mrakodrap v Atlantě. Má 47 podlaží a výšku 206,4 metrů, je tak 8. nejvyšší mrakodrap ve městě. Byl dokončen v roce 1982 a za designem budovy stojí firma Skidmore, Owings and Merrill. V budově se nachází převážně kancelářské prostory.